# Feu de Watwick Point
Pour les articles homonymes, voir Fastnet.

Le  feu de Watwick Point est un feu directionnel situé près de Dale dans le comté de Pembrokeshire, au Pays de Galles. Il est géré par l'autorité portuaire de Milford Haven.
Il a été conçu aider la navigation maritime dans l'estuaire de Milford Haven en conjonction avec les feux directionnels de West Blockhouse Point, situé à environ un demi-mile au nord-est de celui-ci.
C'est une grande tour circulaire et étroite de couleur rose-blanc de 50 m de haut. A son sommet se trouve un grand panneau vertical noir et blanc servant d'amer. Le feu, alimenté à l'électricité, est monté sur une petite galerie au sommet de la tour et émet une lumière blanche clignotante visible jusqu'à 15 milles marins (28 km).

### Lien connexe
- Liste des phares du Pays de Galles